# انفجار بیمارستان الاهلی عرب
۱۷ اکتبر ۲۰۲۳ و در بحبوحه جنگ اسرائیل و حماس، انفجاری در پارکینگ حیاط بیمارستان الاهلی عرب واقع در شهر غزه رخ داد که منجر به تعداد نامشخصی کشته و مجروح شد.
حدود هزار آواره فلسطینی در بیمارستان پناه گرفته بودند. گزارش‌های مربوط به تعداد تلفات بسیار متفاوت بود، به طوری که تحلیلگران تعداد کشته‌شدگان را ۵۰ نفر تخمین می‌زنند، سازمان‌های اطلاعاتی ایالات متحده بین ۱۰۰ تا ۳۰۰ نفر را ارزیابی می‌کنند و وزارت بهداشت غزه که توسط حماس اداره می‌شود، رقم ۴۷۱ کشته و ۳۴۲ زخمی را گزارش می‌دهد.
علت این انفجار مورد بحث است. اسرائیل، ایالات متحده، فرانسه، بریتانیا و کانادا اعلام کردند که منابع اطلاعاتی آنها نشان می‌دهد که علت انفجار شلیک موشکی ناموفق توسط جهاد اسلامی فلسطین از داخل غزه بوده است، در حالی که جهاد اسلامی هر گونه دخالت در این انفجار را رد کرد و همچنین حماس اعلام کرد که این انفجار ناشی از حمله هوایی اسرائیل بوده است.

## زمینه
این بیمارستان از سال ۱۸۸۲ شروع به کار کرده است. این بیمارستان توسط انجمن جامعه هیئت‌های تبلیغی کلیسای انگلستان تأسیس شد و بعداً به عنوان یک مأموریت پزشکی توسط کنفرانس باپتیست جنوبی بین سال‌های ۱۹۵۴ و ۱۹۸۲ اداره شد. در دهه ۱۹۸۰ به کلیسای انگلیکان بازگشت.
از زمانی که تخلیه شمال غزه آغاز شد، بیمارستان المعمدانی صدها آواره را در واکنش به بحران انسانی فزاینده در غزه پناه داد. بر اساس بیانیه اسقف اعظم کانتربری، جاستین ولبی، بیمارستان در اواخر ۱۴ اکتبر در اثر شلیک موشک اسرائیل آسیب دید و چهار کارمند مجروح شدند.
پیش از شلیک موشک در ۱۴ اکتبر، بیمارستان حدود ۶٬۰۰۰ آواره را پناه داد. متعاقباً بسیاری از آنها فرار کردند و حدود ۱٬۰۰۰ نفر در حیاط ماندند.
چند ساعت قبل از اصابت موشک در ۱۷ اکتبر ۲۰۲۳، ارتش اسرائیل دستور تخلیه ۲۱ بیمارستان غزه از جمله بیمارستان باپتیست را صادر کرد، اما کارکنان بیمارستان و ساکنان این منطقه از پاسخ به هشدار اسرائیل با هدف آواره کردن اجباری آنها از شهرهایشان خودداری کردند.

### حمله اولیه
ارتش اسرائیل ۲ روز پیش از وقوع انفجار اصلی؛ بیمارستان را هدف حمله موشکی قرار داده و طی تماس تلفنی دستور تخلیه به بیمارستان داده بود. این حمله از نوع موشک هشداردهنده بوده است. این نوع موشک یکی از تاکتیک‌های ابداعی ارتش اسرائیل است که پیش از منهدم کردن ساختمان با شلیک یک موشک به بام ساختمان به ساکنان آن اخطار می‌دهد که هدف قرار خواهند گرفت و ساختمان را ترک کنند. بر اثر این شلیک؛ بنا به بیانیه اسقف اعظم کانتربری و جاستین ولبی، سقف بیمارستان آسیب دید و ۴ نفر از پرسنل در جریان خروج مجروح شدند.

## تلفات
تعداد کشته‌شدگان در این انفجار و همچنین علت انفجار، به‌طور مستقل تأیید نشده است. وزارت بهداشت غزه ادعا کرده حداقل ۵۰۰ نفر در این انفجار کشته شده‌اند و علت آن را حمله هوایی اسرائیل عنوان کرده است. مدیر بیمارستان الشفا گزارش داده است که حدود ۳۵۰ مجروح با آمبولانس و ماشین‌های شخصی به بیمارستان او آورده شده‌اند. یوسف ابوالریش، معاون وزارت بهداشت غزه، اظهار داشت که اسرائیل دو گلوله توپخانه‌ای به سمت بیمارستان الاهلی شلیک کرده است تا مقدمه‌ای برای بمباران آن باشد. این شلیک اولیه در شب یکشنبه انجام شده و پس از آن ارتش اسرائیل درخواست تخلیه بیمارستان را مطرح کرده است. ارتش اسرائیل توضیح داد که گلوله‌های اولیه هشداری بوده است. یک متخصص جنایات جنگی به ان‌پی‌آر می‌گوید که تلفات این رویداد از هر آنچه تا کنون دیده است بالاتر بوده.

## عامل انفجار

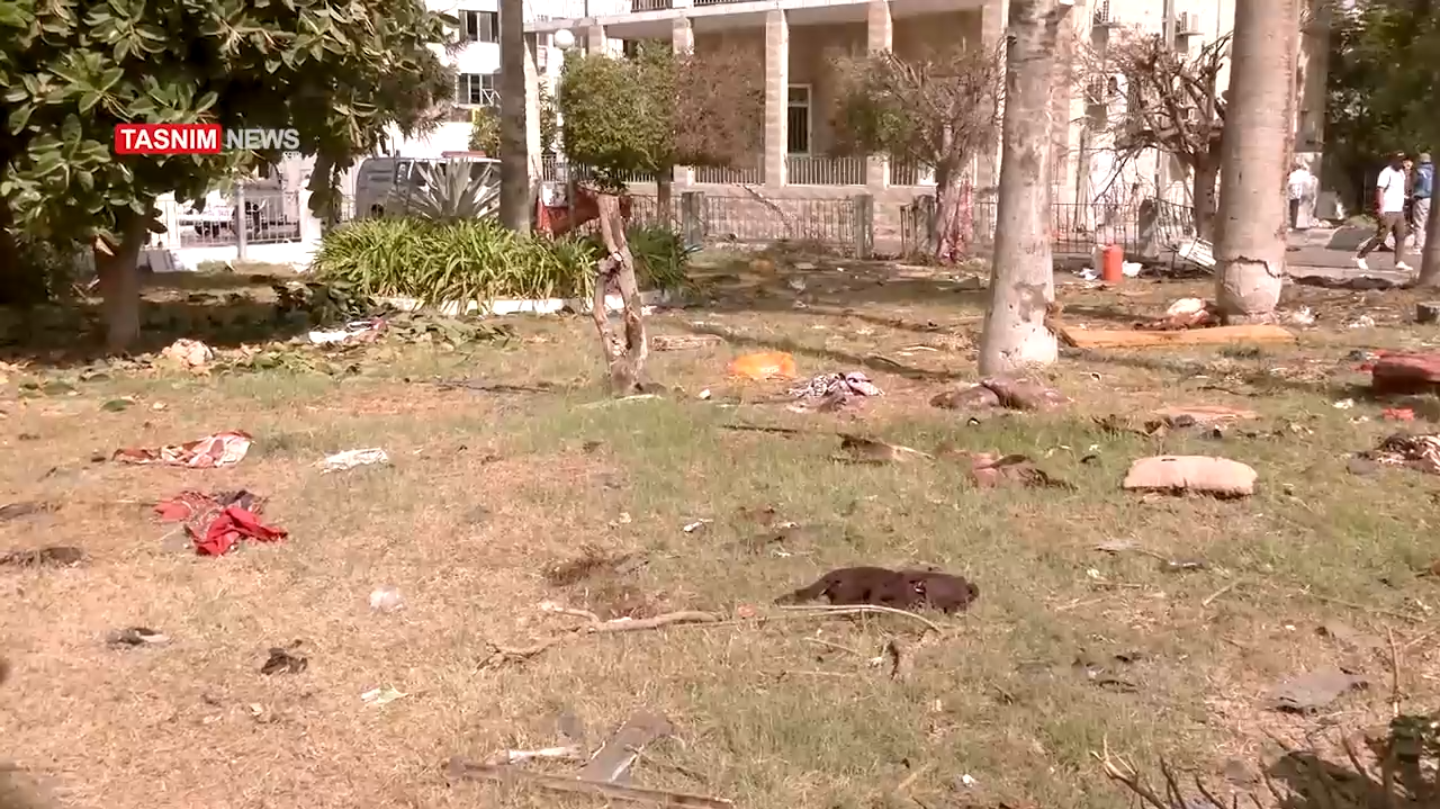
بیمارستان الاهلی پس از انفجار

نیروهای دفاعی اسرائیل می‌گویند علت انفجار، شلیک یک راکت اشتباهی توسط جهاد اسلامی فلسطین (PIJ)—گروه مسلح فلسطینی متحد با حماس—بوده که در اصل به سمت شهر حیفای اسرائیل شلیک شده بوده است. دریابد دانیل هاگاری از واحد روابط عمومی ارتش اسرائیل گفت که اطلاعات نشان می‌دهد جهاد اسلامی تعداد زیادی راکت را از مبدأیی نزدیک بیمارستان شلیک کرده است. ارتش اسرائیل عکس‌های هوایی جمع‌آوری شده با پهپاد را به اشتراک گذاشت که می‌گوید نشان دهنده عدم انطباق سطح تخریب انفجار با قدرت مهمات اسرائیلی است. ارتش اسرائیل همچنین می‌گوید اسرائیل مکالمات میان مبارزان حماس را رهگیری و شنود کرده است که آن‌ها به یکدیگر خبر می‌دهند شلیک راکت اشتباهی فلسطینی‌ها باعث انفجار شده است. یک سخنگوی جهاد اسلامی مسئولیت حمله را رد کرد. آکسیوس و بی‌بی‌سی انگلیسی نوشتند که مستقلاً نمی‌توانند صحت این فایل را تأیید کنند و آلکس تامسون گزارشگر شبکه ۴ بریتانیا نوشت چندین کارشناس دیدگاه حماس مبنی بر جعلی بودن آن را تأیید کرده‌اند. در ۱۸ اکتبر، ارتش اسرائیل تصاویر پهپادی منتشر کرد که ادعا می‌کند نشان دهنده وضعیت بیمارستان قبل و بعد از انفجار است. ویدیو خودروهای سوخته‌ای در پارکینگ بیمارستان و همچنین عدم وجود حفره‌ای یا آسیب قابل توجهی به ساختمان‌های اطراف را نشان می‌داد. ارتش اسرائیل گفت که این ویژگی‌ها با پیامدهای حملات مهماتی اسرائیلی همخوانی ندارد.
اسرائیل ابتدا حمله را به جهاد اسلامی نسبت داد اما سپس به حماس منتسب کرد. طبق گفته اکونومیست، «برخی از تحلیلگران اطلاعات آزاد (اوزینت) اظهار داشته‌اند که این انفجار زمانی رخ داد که یک راکت فلسطینی در هوا منفجر شد - شاید به دلیل رهگیری آن توسط سامانه‌های دفاع هوایی اسرائیل - و کلاهک جنگی آن بر روی بیمارستان افتاده است.» به گفتهٔ بی‌بی‌سی وریفای، در حالی که اجماع کلی از عامل حمله وجود ندارد، یک متخصص گفته است که جزئیات آسیب‌دیدگی با حمله هوایی اسرائیل همخوانی ندارد.
در ۱۹ اکتبر، الجزیره تحلیل خود را از انفجار بیمارستان منتشر کرد. الجزیره اظهار داشت که آنها یک جدول زمانی ثانیه به ثانیه را با تجزیه و تحلیل فیلم‌های ویدئویی این رویداد ساخته‌اند. به گزارش الجزیره، موشکی که از غزه پرتاب شده بود، ۵ ثانیه قبل از انفجار بیمارستان توسط یک موشک گنبد آهنین رهگیری و در هوا «به‌طور کامل منهدم شد». از آنجایی که از این زمان تا زمان انفجار بیمارستان، هیچ پرتاب موشک دیگری در فیلم‌های ویدئویی از غزه دیده نمی‌شود، الجزیره گفت که آنها «هیچ دلیلی» برای ادعای ارتش اسرائیل پیدا نکردند که انفجار بیمارستان ناشی از پرتاب نافرجام موشک از غزه بوده است.
نیویورک تایمز در ۲۴ اکتبر ۲۰۲۳ تحلیلی منتشر کرد که در این نظریه که موشک دیده شده در ویدئوی الجزیره علت انفجار در بیمارستان بوده شبهه وارد کرد. بنا بر این تحلیل، حدوداً ۲۵ ثانیه بین شلیک آخرین موشک فلسطینی به سوی اسرائیل و انفجار بیمارستان فاصله وجود دارد. ارتش اسرائیل به تصاویر درون ویدئوی الجزیره به این عنوان استناد کرد که این تصاویر موشکی را نشان می‌دهد که به اسرائیل هدف‌گیری شده و به‌طور گسترده نتیجه‌گیری شد که نزدیک به زمان انفجار بیمارستان الاهلی عرب منفجر شده. اما بر اساس تحقیق نیویورک تایمز این موشک از موضع اسرائیلی در نزدیکی ناحل اوز شلیک شده و در مرز با فاصله حدوداً ۲ مایل از بیمارستان منفجر شده، که آن را با انفجار بیمارستان بی ارتباط می‌کند. تحلیل تایمز نتیجه گرفت که با این که مسئولیت انفجار بیمارستان نامعلوم است، اظهارات سازمان‌های اطلاعاتی آمریکایی و اسرائیلی که یک موشک فلسطینی عمل نکرده مسبب انفجار بوده ممکن است. با این حال این تحلیل اضافه کرد که تحلیل تایمز بر یکی از شواهدی که مقامات اسرائیلی بیش از همه برای اثبات موضع خود آن را تبلیغ کرده‌اند شبهه می‌افکند و روایت سرراستی را که آنها ارائه کرده‌اند را با مشکل مواجه می‌کند. علاوه بر این، ویدئوهای تحلیل شده توسط تایمز دو چیز را نشان داد: اول این که ستیزه‌جویان داشتند ده‌ها موشک را از جنوبغرب بیمارستان شلیک می‌کردند، بنا بر این پرتاب اشتباه یک موشک که به هدفش اصابت نکند و سوخت استفاده نشده داشته باشد ممکن است باعث این انفجار آتشین شده باشد، و این که به نظر می‌رسد بمباران اسرائیل در این منطقه رخ داده باشد، و دو انفجار قابل مشاهده در بیمارستان در فاصله دو دقیقه ای هدف قرار گرفتن آن رخ داده باشد. نیروهای اسرائیلی به تایمز گفتند که «در محدوده ای که بیمارستان را به خطر بیندازد حمله ای انجام نداده بودند» ولی نشانه ای از این که نزدیکترین حمله چقدر نزدیک بوده ارائه ندادند.

### حساب اسرائیلی
در اولین واکنش، هانانیا نفتالی دستیار فضای مجازی نتانیاهو در پستی در شبکه اکس نوشت: «نیروی هوایی اسرائیل یک پایگاه تروریستی حماس در داخل بیمارستانی در غزه را بمباران کرد.» وی اندکی بعد به سرعت این پست را پاک کرد و ساعت ساعت ۱۰:۵۸ شب نوشت «از آنجایی که ارتش اسرائیل بیمارستان‌ها را بمباران نمی‌کند، من تصور می‌کردم که اسرائیل یکی از پایگاه‌های حماس در غزه را هدف قرار می‌دهد.» این در حالی است که کمی قبل‌تر در ساعت ۹:۰۴ شب، حساب رسمی اسرائیل در توییتر @Israel بیانیه‌ای منتشر کرد که مدعی شد این حمله در نتیجه موشک دشمن بوده است. ضمیمه این توییت، فیلمی بود که گمان می‌رود دلیلی بر ورود موشک از غزه باشد. این فیلم را مایکل هرتزوگ سفیر اسرائیل در آمریکا نیز در حساب توئیتر خود منتشر کرد. با این حال، آریک تولر، یک روزنامه‌نگار در تیم‌های تحقیقات بصری نیویورک تایمز، خاطرنشان کرد که برچسب زمانی فهرست‌شده در ویدیو حداقل ۴۰ دقیقه پس از وقوع انفجار بوده است. اندکی بعد، حساب توییتر دولت اسرائیل این توییت را ویرایش کرد و ویدیو را از آن حذف کرد. سفیر اسرائیل در آمریکا نیز این فیلم را حذف کرد. اما ادعای اسرائیل مبنی بر نقش نداشتن در حمله همچنان باقی بود. نیوزویک نوشت: «حذف این فیلم به ابهام‌ها پیرامون انفجار در بیمارستان افزود». نیوزویک با دو سخنگوی نظامی ارتش اسرائیل (Daniel Hagari و جاناتان کنریکوس) در این باره تماس گرفته است و دربارهٔ حذف این فیلم پرسش کرده است. آنان گفتند که فیلم توسط ارتش اسرائیل منتشر نشده و باید از وزارت امور خارجه اسرائیل در این باره پرسش کنید. نیوزویک می‌نویسد: «در حالی که ارتش اسرائیل مدعی است که این انفجار نتیجه حمله موشکی شکست خورده جهاد اسلامی بوده است، چندین سازمان غیردولتی بین‌المللی به حماس پیوسته و حمله هوایی اسرائیل را عامل این حادثه می‌دانند.» کشورهایی مانند بحرین، مصر، ایران، عراق، لبنان، عربستان سعودی و ترکیه آنچه را که حمله اسرائیل می‌خواند، محکوم کردند.»
الجزیره در گزارشی تحقیقی پیرامون واکنش‌های اسرائیل به این رویداد می‌نویسد که روایت اسرائیل «در هم ریخته» است، چنان‌که Tal Heinrich یکی از سخنگویان نتانیاهو به سی ان ان می‌گوید: «ارتش اسرائیل بیمارستان‌ها را هدف قرار نمی‌دهد و ما فقط مقرهای حماس، انبارهای اسلحه و اهداف تروریستی را هدف قرار می‌دهیم.» اما در بیانیه سازمان بهداشت جهانی در همان روز مصاحبه وی؛ اعلام شد که ۵۱ مرکز بهداشتی در غزه هدف قرار گرفته است.
یک محقق در Bellingcat (هوشمندی منابع آشکار) دربارهٔ رفتار اکانت رسمی اسرائیل می‌گوید: «وقتی می‌بینید افرادی با چنین ظرفیتی ادعایی را مطرح می‌کنند، آن را پس می‌گیرند، یک ویدیو منتشر می‌کنند، ویدیو را حذف می‌کنند، این کار را سخت می‌کند، نه فقط برای ما که کارمان را انجام دهیم، بلکه حتی برای عموم مردم هم که می‌خواهند متوجه می‌شوند که چه خبر است.»
Francesco Sebregondi محققی که با ان جی اوها همکاری دارد می‌گوید: اسرائیل در تولید مطالبی برای تحلیلگران و القا نتیجه‌گیری‌های خود تخصص دارد. ارتش اسراییل با ارائه سریع تعدادی «شواهد» ضعیف در قالب، به عنوان مثال، فیلم پهپادی از سایت، ممکن است روی اشتیاق برخی از بازیگران اطلاعات منبع باز (OSINT) برای استفاده از هر تصویر / مطالب/داده‌ها برای انتشار سریع محتوای جدید یا «تجزیه و تحلیل» و در نتیجه حمایت کم و بیش مستقیم از نسخه ای از رویداد که می‌پسندد حساب می‌کند.

## واکنش‌ها

### کشورها
- رئیس‌جمهور اسحاق هرتزوگ جهاد اسلامی را بابت حمله محکوم کرد و گفت: «شرم بر تروریست‌های شرور غزه که به‌طور عامدانه خون بیگناهان را می‌ریزند.» هرتزوگ متهم کردن اسرائیل به حمله به بیمارستان را «تهمت خون» قرن بیست و یکمی نامید.[۴۳] دفتر نخست‌وزیر بنیامین نتانیاهو نقل قولی قدیمی از او منتشر کرد که «این نبرد فرزندان نور با فرزندان تاریکی است، نبردی میان انسانیت و قانون جنگل.»[۴۴][۴۵] این پست مدتی بعد در واکنش به انتقادات از لحن آن حذف شد.[۴۶]
- رئیس دولت فلسطین: جنایت رژیم صهیونیستی در بمباران بیمارستان المعمدانی قابل بخشش نیست.[۴۷]
- رئیس‌جمهور فرانسه: هیچ چیزی نمی‌تواند حمله به یک بیمارستان را توجیه کند. حمله به بیمارستان المعمدانی را محکوم می‌کنیم.[۴۸][۴۹]
- وزیر خارجه بریتانیا: حفظ جان غیرنظامیان باید اولویت اول باشد. بریتانیا با متحدان همکاری خواهد کرد تا بیابد چه اتفاقی رخ داده و همچنین از جان غیرنظامیان در غزه محافظت کند.[۵۰]
- وزارت خارجه اسپانیا: حمله به بیمارستان غزه کشتاری هولناک است. قوانین بشردوستانه بین‌المللی باید رعایت شود.[۵۱][۵۲]
- سخنگوی وزارت‌خارجه چین: پکن از حمله به بیمارستان در غزه که تلفات زیادی داشته، شوکه شده و آن را شدیداً محکوم می‌کند. همچنین سوگوار قربانیان هستیم و با مجروحان ابراز همدردی می‌کنیم.[۵۳]
- نخست‌وزیر استرالیا: صحنه‌های انفجار در بیمارستان شهر غزه عمیقاً ناراحت‌کننده است و کاملاً واضح است که این انفجار تلفات ویرانگری را برجای گذاشته است.[۵۴][۵۵]
- وزارت خارجه آلمان: برلین از گزارش‌ها دربارهٔ مرگ صدها نفر در حمله به بیمارستان المعمدانی شوکه شده است.[۵۶][۵۷]
- وزارت امور خارجه ژاپن: حمله به بیمارستان‌ها و غیرنظامیان به هیچ وجه قابل توجیه نیست. ژاپن مراتب تسلیت خود را به خانواده‌های داغدار اعلام داشته و با مجروحان عمیقاً ابراز همدردی می‌کند.[۵۸]
- وزارت خارجه ونزوئلا: این اقدام بار دیگر نشان‌دهنده سیاست آپارتاید تجاوز و نابودی است که اسرائیل علیه مردم فلسطین مرتکب شده است.[۵۹]
- وزارت خارجه ایران: رژیم صهیونیستی در تداوم جنایات ننگین خود در حق ملت فلسطین، با ارتکاب این جنایت ددمنشانه و هولناک، یک بار دیگر خوی درندگی و سبعیت خود را به همه جهانیان نشان داد و ثابت کرد که کوچک‌ترین پایبندی به اصول و قواعد حقوق بین‌الملل در زمان جنگ ندارد.[۶۰][۶۱][۶۲][۶۳]
- نخست‌وزیر هند: عاملان حمله به بیمارستان غزه باید پاسخگو باشند. از دیدن صحنه‌های غم‌انگیز جان باختگان در بیمارستان الاهلی غزه عمیقاً شوکه شده‌ام.[۶۴][۶۵]
- معاون شورای امنیت ملی روسیه: مسئولیت نهایی این حمله با آمریکا و کسانی است که بی‌رحمانه از جنگ در کشورها و قاره‌های مختلف سود می‌برند.[۶۶][۶۷]
- وزارت خارجه عربستان سعودی: جامعه جهانی دست از سیاست‌های دوگانه خود بردارد و در مقابل اقدامات جنایتکارانه رژیم صهیونیستی موضع بگیرد.[۶۸][۶۹][۷۰]
- رئیس‌جمهور ترکیه: بمباران بیمارستانی که کودکان، زنان و افراد بی‌گناه و غیرنظامی در آنجا حضور داشتند، مصداق بارز جنایت غیرانسانی است.[۷۱][۷۲]
- وزارت خارجه پاکستان: ما از جامعه جهانی می‌خواهیم که با اتخاذ اقدامات فوری، بلافاصله به بمباران‌های اسرائیل و محاصره غزه و مصونیتی که مقام‌های اسرائیلی در چند روز گذشته تحت آن عمل کرده‌اند، پایان دهند.[۷۳][۷۴]
- وزارت خارجه قطر: از جامعه بین‌الملل می‌خواهیم که به مسئولیت خود عمل کرده و اسرائیل را از ارتکاب جنایات بیشتر در حق غیر نظامیان بازدارند.[۷۵]
- پادشاه اردن حمله را چنین توصیف کرد: «جنایت جنگی فجیعی که نمی‌توان نادیده گرفت».[۷۶]
- مصر: وزارت امور خارجه مصر، در شامگاه سه شنبه ۱۷ اکتبر، طی بیانیه‌ای بمباران بیمارستان باپتیست الاهلی در نوار غزه توسط رژیم صهیونیستی را به شدت محکوم کرد.[۷۷]
- وزارت خارجه افغانستان: در صورتی که جلوی این وحشی گری و بربریت گرفته نشود امکان دارد وضعیت منطقه وخیم‌تر شود و راه را برای واکنش‌هایی باز کند که از کنترل بیرون بوده و به ضرر همه منطقه و جهان تمام شود.
- رئیس‌جمهور تونس: باید علیه جنایات اسرائیل به پاخیزیم. ما شاهد پراکنده شدن پیکرهای فلسطینی‌های بی گناه در هر مکانی هستیم.[۷۸][۷۹]
- جو بایدن، رئیس‌جمهور آمریکا: از این حادثه خشمگین و حماس را مسئول این حمله دانست.[۸۰]
- وزیر دفاع ایتالیا: فلسطینی‌ها را مسئول انفجار بیمارستان دانست و خواستار مجازات حماس شد.[۸۱]

### گروه‌ها
- رئیس دفتر سیاسی حماس: کشتار بیمارستان معمدانی وحشی‌گری دشمن را نشان داد و حاکی از شکست مفتضحانه‌ای است که دشمن در برابر مقاومت مبارک فلسطین و دلاورمردان مقاومت متحمل شد. کشتار بیمارستان معمدانی به دیگر جنایات صهیونیست‌ها از زمان اشغال فلسطین اضافه شد.[۸۲][۸۳][۸۴][۸۵]
- حزب‌الله لبنان: جنایت دهشتناک و وحشیانه باندهای قتل و کشتار صهیونیستی علیه بیمارستان المعمدانی عرق شرم بر پیشانی بشریت می‌نشاند.[۸۶][۸۷]
- انصارالله یمن: دشمن غاصب صهیونیستی از همه خطوط قرمزها عبور کرده است و باید قوانین درگیری تغییر کند.[۸۸][۸۹]
- دانشگاه الازهر مصر: امت اسلامی باید تمام توان و ثروت خود و هر آنچه در اختیار دارد را برای دفاع از فلسطین و ملت مظلوم آن که با دشمنی بی‌احساس و جنایتکار و به دور از انسانیت و اخلاق روبه روست، بکار گیرد.[۹۰]

### سازمان‌های بین‌المللی
- دبیرکل سازمان ملل متحد: من از کشته شدن صدها غیرنظامی فلسطینی در حمله امروز به بیمارستانی در غزه وحشت زده‌ام و به شدت آن را محکوم می‌کنم. قلب من با خانواده‌های قربانیان است. باید بیمارستان‌ها و پرسنل پزشکی تحت قوانین بشردوستانه بین‌المللی محافظت شوند.[۹۱][۹۲]
- دبیرکل سازمان بهداشت جهانی: بهداشت جهانی حمله به بیمارستان در شمال غزه را به شدت محکوم می‌کند. گزارش‌های اولیه حاکی از صدها کشته و زخمی است. ما خواهان حفاظت فوری از غیرنظامیان و مراقبت‌های بهداشتی و لغو دستورات تخلیه هستیم.[۹۳]
- صندوق کودکان ملل متحد: ما خواهان حفاظت از همه غیرنظامیان از جمله کودکان و زیرساخت‌هایی هستیم که آنان به آنها متکی هستند.[۹۴]
- رئیس کمیسیون اروپا: حمله به بیمارستان مملو از کارکنان پزشکی و غیرنظامیان هیچ توجیهی ندارد.[۹۵]
- اتحادیه عرب: غرب باید فوراً فاجعه حمله به غزه را متوقف کند.
- سازمان همکاری اسلامی: ما رژیم صهیونیستی را مسئول کامل تبعات ادامه این حمله می‌دانیم و در عین حال از جامعه جهانی می‌خواهیم برای توقف حملات این رژیم علیه ملت فلسطین و تضمین بازگشایی گذرگاه‌های انسانی برای تسهیل وصول دارو و ملزومات اساسی به نوار غزه فوراً مداخله کند.[۹۶]

### واکنش‌های مردمی
- ده‌ها هزار نفر در عراق، ایران، لبنان، مراکش، ترکیه و اردن تظاهرات ضد اسرائیلی برگزار کردند.[۹۷] پرچم حرم امام رضا نیز به رنگ مشکی درآمد و در رسانه‌های کشورهای مختلف بازتاب یافت.[۹۸][۹۹][۱۰۰]

## پوشش رسانه‌ای
در ابتدای انتشار خبر رویداد و بیانیه وزارت بهداشت فلسطین مبنی بر حمله هوایی اسرائیل به بیمارستان، بنگاه‌های خبری همچون نیویورک تایمز و رویترز، این خبر را پوشش دادند. چندی بعد و با تکذیبیه ارتش اسرائیل، این رسانه‌ها بلافاصله تیتر خود را تغییر دادند تا منعکس کننده ادعای متقابل اسرائیل باشد و این شروع ابهام دربارهٔ این رویداد بود.
اینترسپت نوشت شرکت متا (مالک سکوهای اینستاگرام و فیس بوک) که پیش از این نیز به دلیل سانسور تصاویر منتشر شده توسط فلسطینیان مورد انتقاد قرار گرفته بود؛ تصاویر کاربران فلسطینی پیرامون انفجار بیمارستان غزه را به عنوان «محتوای جنسی یا برهنگی» (sexual content or nudity) حذف می‌کند. دو تحلیلگر آمریکایی در اینترسپت رسانه‌های غربی را برای نادیده گرفتن تاریخی خشونت‌های اسرائیل که دست این کشور را در مجازات دست جمعی فلسطینی‌ها بازمی‌گذارد و از پاسخگویی معاف می‌گردد، مورد نقد قرار می‌دهند.